# Indicatif régional 931

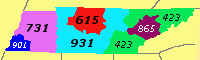
Carte de l'État du Tennessee avec les territoires de ses indicatifs régionaux. L'indicatif régional 931 est en turquoise.

L'indicatif régional 931 est l'un des indicatifs téléphoniques régionaux de l'État du Tennessee aux États-Unis. Cet indicatif dessert le centre de l'État à l'exception de la ville de Nashville.
La carte ci-contre indique en turquoise le territoire couvert par l'indicatif 931.
L'indicatif régional 931 fait partie du Plan de numérotation nord-américain.

## Principales villes desservies par l'indicatif
- Altamont
- Beersheba Springs
- Clarksville (la plus grande ville du territoire couvert par l’indicatif))
- Columbia
- Cookeville
- Cowan
- Crossville
- Estill Springs
- Fayetteville
- Huntland
- Jamestown
- Lawrenceburg
- Lewisburg
- Lynchburg
- Manchester
- McEwen
- McMinnville
- Monteagle
- Pulaski
- Sewanee
- Shelbyville
- Sparta
- Spring Hill
- Tracy City
- Tullahoma
- Winchester
- Waverly

## Source
- (en) Cet article est partiellement ou en totalité issu de l’article de Wikipédia en anglais intitulé « Area code 931 » (voir la liste des auteurs).